# Carlo Liviero
Carlo Liviero (* 29. Mai 1866 in Vicenza, Provinz Vicenza, Italien; † 7. Juli 1932 in Fano) war Bischof von Città di Castello. Er wurde 2007 seliggesprochen.

## Leben und Wirken
Carlo Liviero wurde als ältestes von vier Kindern in Vicenza geboren. Am 22. Dezember 1888 empfing er das Sakrament der Priesterweihe. Ab 1889 übte er pastorale Tätigkeiten in Gallio in der Provinz Vicenza aus. Er zeigte schon als junger Mann jenen pastoralen Eifer, der für sein späteres Leben charakteristisch wurde. 1899 wurde er Erzpriester in Agna, einer kleinen Stadt in der Provinz Padua, die durch Landbesitzer ausgebeutet und dadurch von großer Armut betroffen war. Er nahm sich der Probleme an und konnte auch das christliche Leben der Bewohner erneuern.
Papst Pius X. ernannte Liviero im Januar 1910 zum Bischof von Città di Castello, nachdem Giustino Sanchini im Jahr zuvor die Ernennung verweigert hatte. Die Bischofsweihe spendete ihm am 6. März desselben Jahres Luigi Pellizzo, der Bischof von Padua. Mitkonsekratoren waren Andrea Caron, Bischof von Ceneda, sowie der spätere Kardinal Tommaso Pio Boggiani, damals Bischof von Adria. Bischof Liviero setzte seine pastorale Arbeit fort und richtete sein besonderes Augenmerk auf die jungen Katholiken, in denen er die Zukunft der Kirche sah. Nach Ende des Ersten Weltkrieges 1918 errichtete Liviero das Hospiz des Heiligsten Herzens, das sich um Kriegswaisen kümmerte. Die Leitung übertrug er der 1915 von ihm gegründeten Gesellschaft der Mägde des Heiligen Herzens. 1927 hielt er anlässlich des 200. Todestages der heiligen Veronica Giuliani einen eucharistischen Kongress ab und 1928 eine Synode, um seine pastoralen Erneuerungen auf andere Diözesen zu übertragen. Fünf Jahre später wurde er durch einen Autounfall auf dem Weg nach Pesaro schwer verletzt. Er erlag im Krankenhaus Santa Croce in Fano seinen Verletzungen.

## Seligsprechung
Aufgrund seines Wirkens entwickelte sich schon bald eine Verehrung für Carlo Liviero. 2000 wurde Liviero zunächst zum Ehrwürdigen Diener Gottes erklärt. Am 16. Dezember 2006 anerkannte Papst Benedikt XVI. sein Wirken als Wunder. Am 27. Mai 2007 wurde er von Benedikt XVI. seliggesprochen. Der Gedenktag für Carlo Liviero ist der 30. Mai, der Tag seiner Taufe.